# Nowa Wieś (Frydlant nad Ostrawicą)
Nowa Wieś (cz. Nová Ves, niem. Neudorf) – wieś stanowiąca część miasta Frydlant nad Ostrawicą w kraju morawsko-śląskim, w powiecie Frydek-Mistek w Czechach, na prawym brzegu rzeki Ostrawicy, w granicach historycznego regionu Śląska Cieszyńskiego. Jest to także gmina katastralna o nazwie Nová Ves u Frýdlantu nad Ostravicí i powierzchni 479,6001 ha. Populacja w 2001 wynosiła 1010 osób, zaś w 2012 odnotowano 553 adresy.

## Historia
Po raz pierwszy wzmiankowana w 1610 roku. Miejscowość powstała w granicach frydeckiego państwa stanowego.
Według austriackiego spisu ludności z 1900 w 87 budynkach w Nowej Wsi na obszarze 488 hektarów mieszkało 632 osób, co dawało gęstość zaludnienia równą 129,5 os./km². z tego 602 (95,3%) mieszkańców było katolikami, 21 (3,3%) ewangelikami a 9 (1,4%) żydami, 626 (99,1%) było czesko- a 1 (0,2%) niemieckojęzycznymi. Do 1910 roku liczba budynków wzrosła do 90 a mieszkańców 655, z czego 655 było zameldowanych na stałe, 639 (97,4%) było katolikami, 15 (2,3%) ewangelikami, 2 (0,3%) żydami, 653 (99,5%) było czesko- a 2 (0,3%) polskojęzycznymi.
Od 1 stycznia 1980 w granicach Frydlantu nad Ostrawicą (1980-1981 pod nazwą Frýdlant nad Ostravicí 8-Nová Ves).